# 醫家姊妹
《醫家姊妹》（另譯為「瑪莉亞」）是東京放送TBS所製作的一齣日劇。在日本的首播日期為2001年7月4日。

## 幕後人員
- 編劇：橋本裕志,鈴木勝秀
- 製作人：般津浩一
- 導演：星田良子,高橋伸之

## 登場人物
- 坂本宇宙（浅野温子飾演）
- 坂本一海（岸惠子飾演）
- 大沢大陸（岡江久美子飾演）
- 坂元明（東幹久飾演）
- 坂本美美（菊川怜飾演）
- 坂本陽世（後藤真希飾演）
- 遠藤新之助（岡田義德飾演）
- 富田耕三（關口知宏飾演）

## 主題曲
- I WILL GET YOUR KISS／中川晃教
- 主題音樂：MARIA／S.E.N.S.

## 外部連結
- 官方網站